# Ma Qing Hua

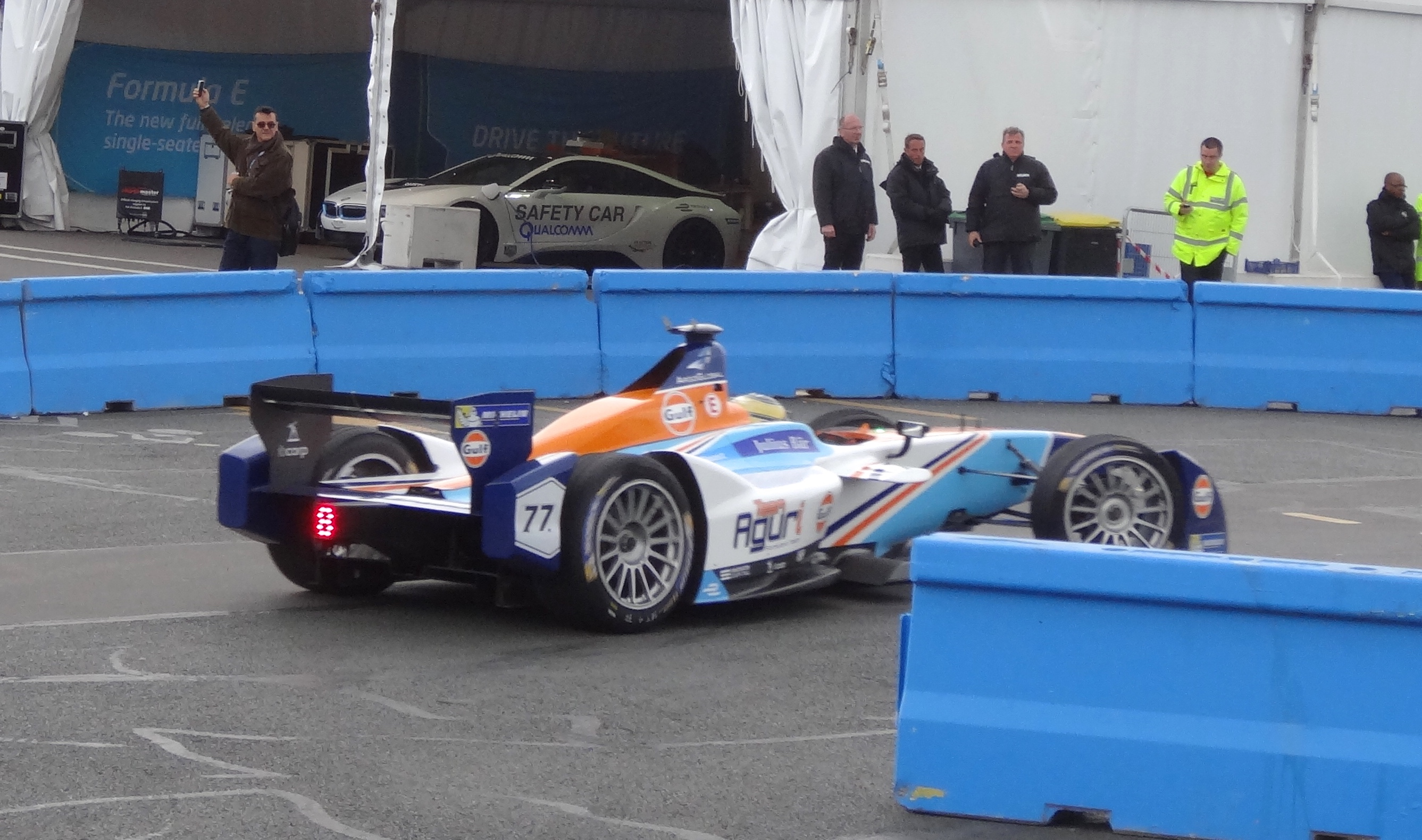
Ma Qing Hua en Fórmula E 2016-2017.

Ma Qing Hua (/maʧɪnχũa/ o Qinghua Ma; en chino: 馬青驊) (Shanghái, China; 25 de diciembre de 1987) es un piloto de automovilismo chino. Formó parte del equipo HRT F1 Team como componente del programa de jóvenes pilotos junto al español Dani Clos. En su palmarés destaca el Campeonato Chino de Turismos, conseguido en el año 2011.
Debutó al volante de un Fórmula 1 en los tests libres de Silverstone 2012, siendo el primer piloto chino en manejar un monoplaza de la máxima categoría. Posteriormente participó en los primeros libres de otros GGPP.
Fue piloto de desarrollo de Caterham F1 Team, al tiempo que competía con Caterham Racing en GP2 Series. Participó en los entrenamientos libres del GP de China.
A finales del año 2014 se incorporaró al equipo oficial Citroën del Campeonato Mundial de Turismos, donde participó en cinco fechas como cuarto piloto del equipo y llegando a ganar en la segunda carrera corrida en Moscú, válida por la sexta fecha de la temporada. Tras estas participaciones, quedaría incorporado en forma definitiva al equipo oficial Citroën, para competir en el campeonato de la temporada 2015. Volvió a ganar una carrera este año.
Corrió 10 carreras entre 2015 y 2018 de Fórmula E con diferentes equipos. En 2018 disputó tres fechas de la Copa Mundial de Turismos con Honda, y desde 2019 corre es esta competición dentro del equipo Mulsanne Srl (Alfa Romeo), alzándose con una victoria y otros podios. Volvió a la Fórmula E para 2019-20.

## Resultados

### A1 Grand Prix
(Clave) (negrita indica pole position) (cursiva indica vuelta rápida)

| Año     | Escudería     | 1       | 2       | 3       | 4       | 5       | 6       | 7       | 8       | 9       | 10      | 11      | 12      | 13      | 14      | 15      | 16      | 17      | 18      | 19      | 20      | 21         | 22         | Pos. | Puntos |
| ------- | ------------- | ------- | ------- | ------- | ------- | ------- | ------- | ------- | ------- | ------- | ------- | ------- | ------- | ------- | ------- | ------- | ------- | ------- | ------- | ------- | ------- | ---------- | ---------- | ---- | ------ |
| 2005–06 | A1 Team China | GBR SPR | GBR FEA | GER SPR | GER FEA | POR SPR | POR FEA | AUS SPR | AUS FEA | MYS SPR | MYS FEA | UAE SPR | UAE FEA | RSA SPR | RSA FEA | IDN SPR | IDN FEA | MEX SPR | MEX FEA | USA SPR | USA FEA | CHN SPR 14 | CHN FEA 16 | 22.º | 6      |

### Superleague Formula
(Clave) (negrita indica pole position) (cursiva indica vuelta rápida)

|  |  |  |  |  |  |  |  |  |  |  |  |  |  |  |  |  |  |  |  |  |  |  |  |  |  |  | 12 | 13 | X |  |  |  |  |  |  |

† Ronda fuera de campeonato

‡ Puntos de equipo

### Fórmula 1
(Clave) (negrita indica pole position) (cursiva indica vuelta rápida)

| Año     | Escudería          | 1   | 2   | 3      | 4   | 5   | 6   | 7   | 8   | 9   | 10  | 11  | 12  | 13     | 14     | 15  | 16  | 17  | 18     | 19     | 20  | Pos. | Puntos |
| ------- | ------------------ | --- | --- | ------ | --- | --- | --- | --- | --- | --- | --- | --- | --- | ------ | ------ | --- | --- | --- | ------ | ------ | --- | ---- | ------ |
| 2012    | HRT Formula 1 Team | AUS | MYS | CHN    | BHR | ESP | MON | CAN | EUR | GBR | GER | HUN | BEL | ITA TD | SIN TD | JPN | RCO | IND | ABU TD | USA TD | BRA |      |        |
| 2013    | Caterham F1 Team   | AUS | MYS | CHN TD | BHR | ESP | MON | CAN | GBR | GER | HUN | BEL | ITA | SIN    | RCO    | JPN | IND | ABU | USA    | BRA    |     |      |        |
| Fuente: |                    |     |     |        |     |     |     |     |     |     |     |     |     |        |        |     |     |     |        |        |     |      |        |

### GP2 Series
(Clave) (negrita indica pole position) (cursiva indica vuelta rápida puntuable)

| Año  | Escudería       | 1   | 1   | 2   | 2   | 3   | 3   | 4   | 4   | 5   | 5   | 6   | 6   | 7   | 7   | 8   | 8   | 9   | 9   | 10  | 10  | 11  | 11  | Pos. | Puntos | Ref.  |
| ---- | --------------- | --- | --- | --- | --- | --- | --- | --- | --- | --- | --- | --- | --- | --- | --- | --- | --- | --- | --- | --- | --- | --- | --- | ---- | ------ | ----- |
| 2013 | Caterham Racing | KUA | KUA | SAK | SAK | BAR | BAR | MON | MON | SIL | SIL | NÜR | NÜR | BUD | BUD | SPA | SPA | MNZ | MNZ | SIN | SIN | YMC | YMC | 35.º | 0      | [ 8 ] |
| 2013 | Caterham Racing | 21  | DNS |     |     |     |     |     |     |     |     |     |     |     |     |     |     |     |     |     |     |     |     | 35.º | 0      | [ 8 ] |

### Campeonato Mundial de Turismos
(Clave) (negrita indica pole position) (cursiva indica vuelta rápida)

| Año  | Equipo                | Automóvil             | 1       | 2       | 3       | 4        | 5       | 6       | 7       | 8         | 9       | 10      | 11        | 12        | 13       | 14        | 15      | 16      | 17        | 18       | 19        | 20      | 21      | 22    | 23      | 24        | Pos. | Puntos |
| ---- | --------------------- | --------------------- | ------- | ------- | ------- | -------- | ------- | ------- | ------- | --------- | ------- | ------- | --------- | --------- | -------- | --------- | ------- | ------- | --------- | -------- | --------- | ------- | ------- | ----- | ------- | --------- | ---- | ------ |
| 2014 | Citroën Total WTCC    | Citroën C-Elysée WTCC | MAR 1   | MAR 2   | FRA 1   | FRA 2    | HUN 1   | HUN 2   | SVK 1   | SVK 2     | AUT 1   | AUT 2   | RUS 1 6   | RUS 2 1   | BEL 1 11 | BEL 2 Ret | ARG 1   | ARG 2   | BEI 1 15† | BEI 2 12 | CHN 1 2   | CHN 2 5 | JPN 1   | JPN 2 | MAC 1 8 | MAC 2 Ret | 13.º | 69     |
| 2015 | Citroën Total WTCC    | Citroën C-Elysée WTCC | ARG 1 7 | ARG 2 6 | MAR 1 2 | MAR 2 10 | HUN 1 4 | HUN 2 9 | GER 1 5 | GER 2 Ret | RUS 1 5 | RUS 2 5 | SVK 1 Ret | SVK 2 Ret | FRA 1 4  | FRA 2 3   | POR 1 6 | POR 2 1 | JPN 1 4   | JPN 2 5  | CHN 1 10† | CHN 2 8 | THA 1 3 | THA 2 | QAT 1 5 | QAT 2     | 4.º  | 241    |
| 2017 | Sébastien Loeb Racing | Citroën C-Elysée WTCC | MAR 1   | MAR 2   | ITA 1   | ITA 2    | HUN 1   | HUN 2   | GER 1   | GER 2     | POR 1   | POR 2   | ARG 1     | ARG 2     | CHN 1    | CHN 2     | JPN 1   | JPN 2   | MAC 1 14  | MAC 2 12 | QAT 1     | QAT 2   |         |       |         |           | 21.º | 0      |

### Fórmula E
(Clave) (negrita indica pole position) (cursiva indica vuelta rápida)

| 2015-16 | Team Aguri         | PEK     | PUT    | PDE    | BNA     | MEX    | LBH | PAR Ret | BER 14 | LON 11 | LON 12 |     |        | 19.º | 0 |
| 2016-17 | Techeetah          | HKG Ret | MRK 15 | BUE 16 | MEX     | MON    | PAR | BER     | BER    | NYC    | NYC    | MTR | MTR    | 25.º | 0 |
| 2017-18 | NIO Formula E Team | HKG     | HKG    | MAR    | SAN     | MEX    | PDE | ROM     | PAR 17 | BER    | ZUR    | NYC | NYC 13 | 23.º | 0 |
| 2019-20 | NIO 333 FE Team    | DIR 20  | DIR 19 | SAN 16 | MEX Ret | MAR 23 | BER | BER     | BER    | BER    | BER    | BER |        | 28.º | 0 |
| Fuente: |                    |         |        |        |         |        |     |         |        |        |        |     |        |      |   |

### Copa Mundial de Turismos
(Clave) (negrita indica pole position) (cursiva indica vuelta rápida)

| Año     | Equipo                     | Auto                            | 1   | 2   | 3   | 4   | 5   | 6   | 7   | 8   | 9   | 10  | 11  | 12  | 13  | 14  | 15  | 16  | 17  | 18  | 19  | 20  | 21  | 22  | 23  | 24  | 25  | 26  | 27  | 28  | 29  | 30  | Pos. | Pts. |
| ------- | -------------------------- | ------------------------------- | --- | --- | --- | --- | --- | --- | --- | --- | --- | --- | --- | --- | --- | --- | --- | --- | --- | --- | --- | --- | --- | --- | --- | --- | --- | --- | --- | --- | --- | --- | ---- | ---- |
| 2018    |                            |                                 | MAR | MAR | MAR | HUN | HUN | HUN | ALE | ALE | ALE | NED | NED | NED | POR | POR | POR | SVK | SVK | SVK | CHN | CHN | CHN | CHW | CHW | CHW | JAP | JAP | JAP | MAC | MAC | MAC | 30°  | 7    |
| 2018    | Boutsen Ginion Racing      | Honda Civic Type-R TCR (FK8)    |     |     |     |     |     |     |     |     |     |     |     |     |     |     |     |     |     |     | 19  | 17  | DNS | 11  | 12  | 7   |     |     |     | Ret | 13  | 11  | 30°  | 7    |
| 2019    |                            |                                 | MAR | MAR | MAR | HUN | HUN | HUN | SVK | SVK | SVK | NED | NED | NED | ALE | ALE | ALE | POR | POR | POR | CHN | CHN | CHN | JAP | JAP | JAP | MAC | MAC | MAC | MYS | MYS | MYS | 16°  | 133  |
| 2019    | Mulsanne Srl               | Alfa Romeo Giulietta Veloce TCR | Ret | Ret | 9   | 25  | 11  | 19  | 2   | 9   | 1   | 21  | 25  | 21  | 21  | 22  | 15  | 14  | 2   | 9   | 2   | Ret | 16† | 9   | 23  | Ret | Ret | 17  | 22  | 18  | 17  | 23  | 16°  | 133  |
| 2022    |                            |                                 | FRA | FRA | ALE | ALE | HUN | HUN | ESP | ESP | POR | POR | ITA | ITA | ALS | ALS | BAR | BAR | ARA | ARA |     |     |     |     |     |     |     |     |     |     |     |     | 12.º | 97   |
| 2022    | Cyan Performance Lynk & Co | Lynk & Co 03 TCR                | 5   | 3   | C   | C   | 5   | 5   | 13  | 6   | 5   | 7   | DNS | DNS | WD  | WD  |     |     |     |     |     |     |     |     |     |     |     |     |     |     |     |     | 12.º | 97   |
| Fuente: |                            |                                 |     |     |     |     |     |     |     |     |     |     |     |     |     |     |     |     |     |     |     |     |     |     |     |     |     |     |     |     |     |     |      |      |

### TCR World Tour
(Clave) (negrita indica pole position) (cursiva indica vuelta rápida)

| Año  | Equipo                | Auto                | 1   | 2   | 3   | 4   | 5   | 6   | 7   | 8   | 9   | 10  | 11  | 12  | 13  | 14  | 15  | 16  | 17  | 18  | 19  | 20  | Pos. | Pts. |
| ---- | --------------------- | ------------------- | --- | --- | --- | --- | --- | --- | --- | --- | --- | --- | --- | --- | --- | --- | --- | --- | --- | --- | --- | --- | ---- | ---- |
| 2023 |                       |                     | POR | POR | SPA | SPA | VAL | VAL | HUN | HUN | EPI | EPI | LAP | LAP | SID | SID | SID | BAT | BAT | BAT | MAC | MAC | 9°   | 265  |
| 2023 | Cyan Racing Lynk & Co | Lynk & Co 03 FL TCR | 6   | 10  | 14  | 13  | 9   | 13  | 4   | 8   | 9   | 1   | 4   | 2   | 2   | Ret | 9   | 16  | 13  | 9   | 7   | 5   | 9°   | 265  |
| 2024 |                       |                     | VAL | VAL | MAR | MAR | MID | MID | INT | INT | EPI | EPI | ZHU | ZHU | MAC | MAC |     |     |     |     |     |     | °    |      |
| 2024 | Lynk & Co Cyan Racing | Lynk & Co 03 FL TCR | 8   | 9   | 7   | 1   | 7   | 2   | 7   | 3   |     |     |     |     |     |     |     |     |     |     |     |     | °    |      |